# (12354) Hemmerechts
(12354) Hemmerechts (1993 QD3) – planetoida z pasa głównego asteroid okrążająca Słońce w ciągu 5,38 lat w średniej odległości 3,07 j.a. Odkryta 18 sierpnia 1993 roku.